# Голошейная (порода кур)

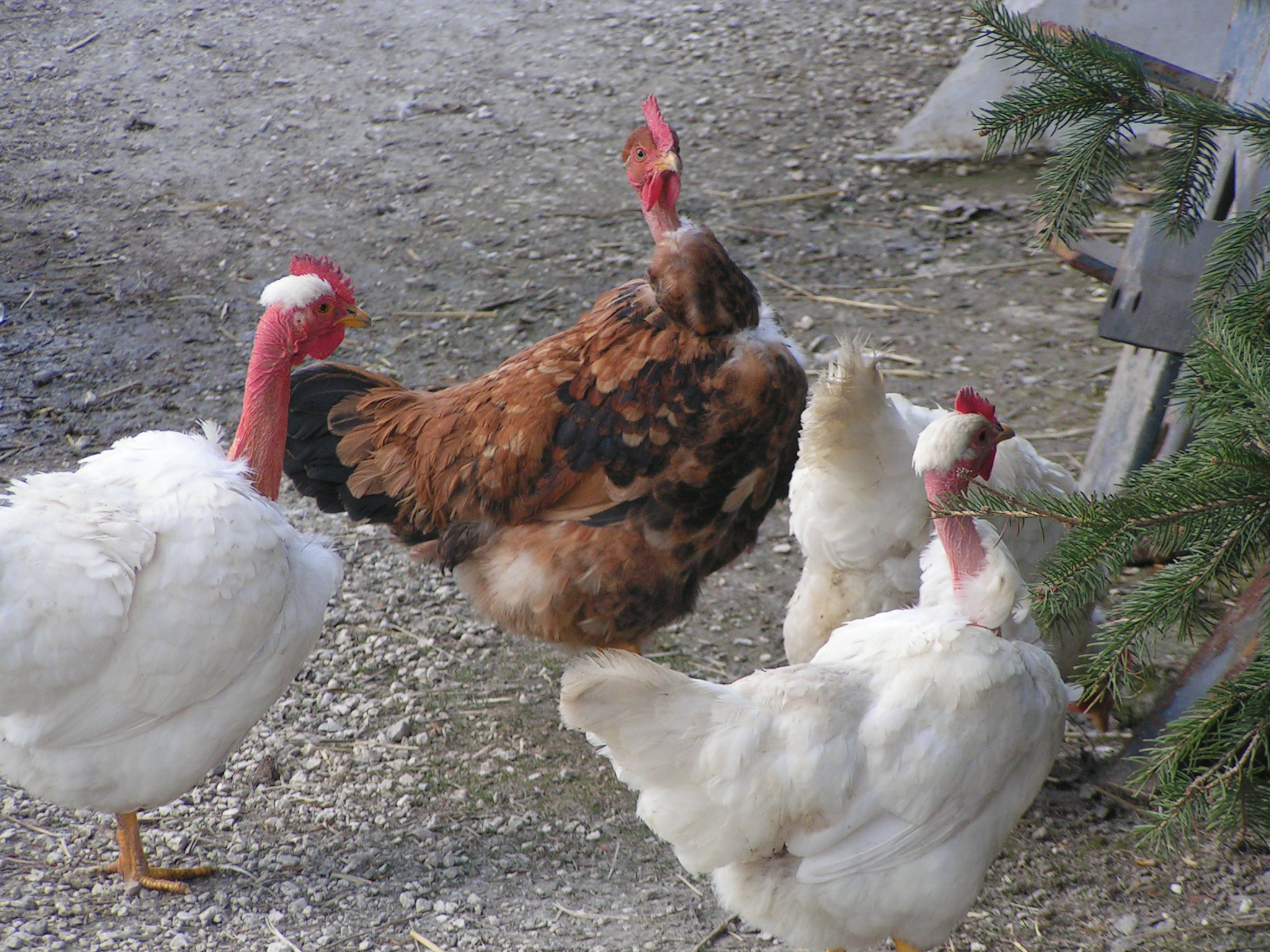
Куры голошейной породы (Италия)

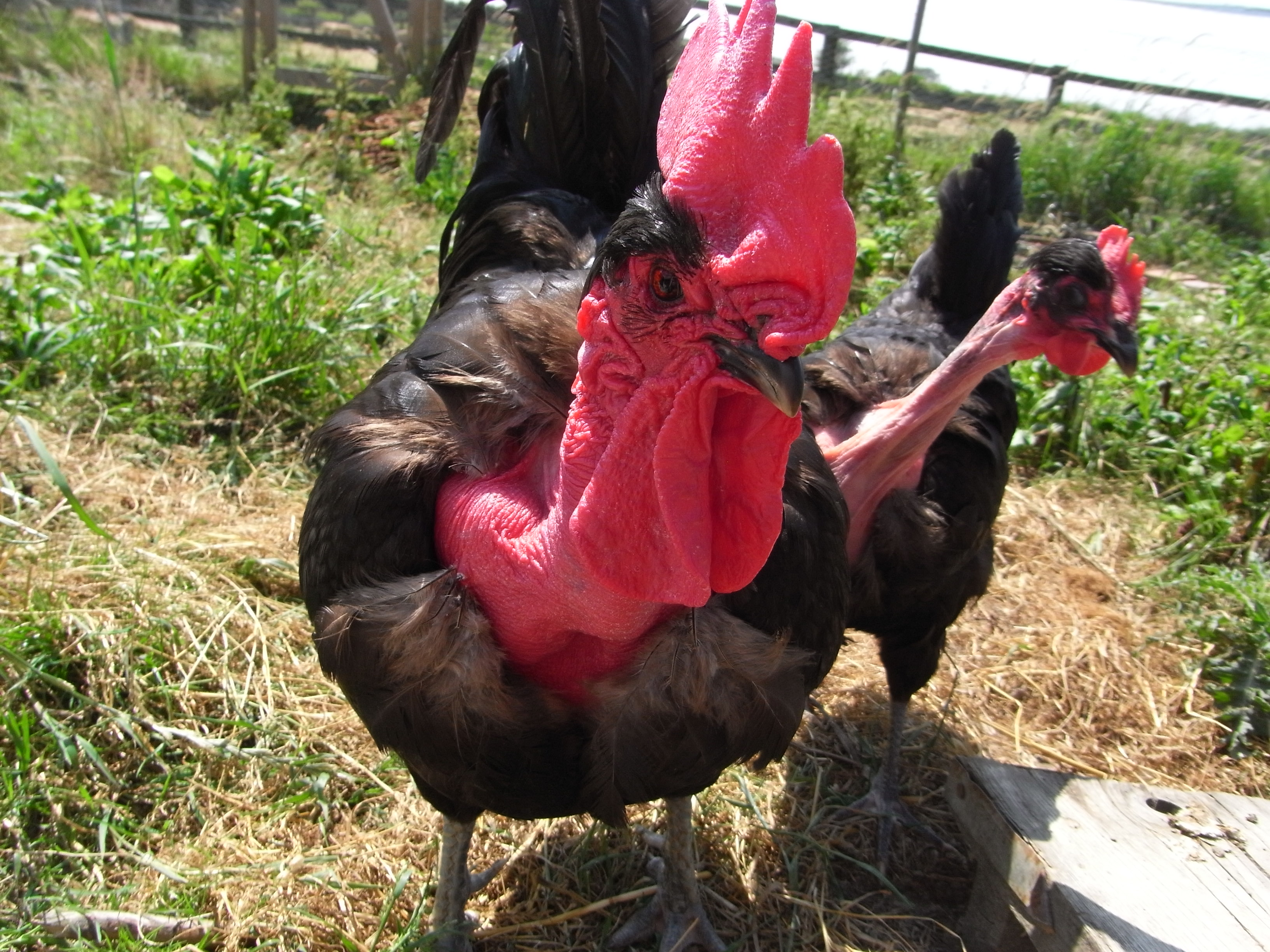
Петух и курица голошейной породы

Голоше́йная (также трансильва́нская, семигра́дская) — порода кур. Не следует путать трансильванских голошейных с французскими. Относится к смешанному (мясо-яичному) типу продуктивности.

## История
Происхождение точно не установлено. Появилась в Семиградье, оттуда попала в Германию, где с ней началась активная селекционная работа. Очень распространена в Германии, а также в Венгрии и Румынии (отсюда историческое название породы — трансильванская), откуда была завезена в Россию и на Украину. Порода до сих пор является редкой в США.

## Особенности породы
Голошейки считаются хорошими несушками. Начинают нестись в 5,5—6 месячном возрасте. Яйца довольно крупные 58—60 г, белые или кремовые. Яйценоскость 160 яиц в год. Петухи весят 3—3,5 кг, куры 2—2,5 кг. Эта порода признаётся выносливой и неприхотливой, легко переносит суровые зимы, несмотря на неоперённость шеи.
Ген голошейности находится в прямо пропорциональной зависимости к росту грудной мышечной массы (она у голошейных больше). Кроме этого, число перьев у голошейных кур в среднем в два раза меньше чем у обычных, что значительно облегачает ощипывание.

## Внешний вид
Средней величины, с плотным мясистым корпусом. Главный отличительный признак — голая шея. Голова круглая, оперение лишь на затылке. Клюв слегка загнутый. Гребень небольшой, либо прямостоящий, одиночный, либо розовидный. Лицо голое, красное. Глаза тоже красные. Серёжки не большие. Шея красная, изогнутая, голая, лишь на нижней передней части её — пучок перьев. Нижний край шеи должен быть окаймлён пушистым перьевым кольцом. Грудь широкая, выпуклая, округлённая. Спина широкая, плоская. Крылья плотно прилегают к бокам. Хвост держится наклонённым, косицы слегка изогнуты. Голени длинные, крепкие. Плюсны довольно длинные, не оперённые. Пальцев четыре. Оперение всех окрасок.
У курицы отличительные признаки те же, что и у петуха.

## Допустимые и недопустимые недостатки
Допустимые: небольшие пороки гребня; не вполне развитое перьевое кольцо у основания шеи.
Недопустимые: оперённая шея; слабый корпус; оперённые ноги; беличий (крутой) хвост.